# Henry Darrow
Henry Darrow, pseudonimo di Enrique Tomás Delgado Jiménez (New York, 15 settembre 1933 – Wilmington, 14 marzo 2021), è stato un attore portoricano.
È famoso per il ruolo di Manolito Montoya nella serie televisiva western Ai confini dell'Arizona (1967-1971) e per quello di don Alejandro De La Vega nella serie Zorro (1990-1993).
Ritiratosi dalle scene nel 2012, è morto nel 2021 all'età di 87 anni.

## Filmografia parziale

### Cinema
- L'uomo senza corpo (Curse of the Undead), regia di Edward Dein (1959)
- Revenge of the Virgins, regia di Peter Perry Jr. (1959)
- Prenotazione annullata (Cancel My Reservation), regia di Paul Bogart (1972)
- Uragano di fuoco (St. Helens), regia di Ernest Pintoff (1981)
- Un week end da leone (Losin' It), regia di Curtis Hanson (1983)
- The Hitcher - La lunga strada della paura (The Hitcher), regia di Robert Harmon (1986)
- Maverick, regia di Richard Donner (1994)
- La giuria (Runaway Jury), regia di Gary Fleder (2003)

### Televisione
- Carovane verso il West (Wagon Train) – serie TV, un episodio (1959)
- Iron Horse – serie TV, episodio 1x07 (1966)
- Il ladro (T.H.E. Cat) – serie TV, 2 episodi (1966-1967)
- Gunsmoke – serie TV, 2 episodi (1966-1967)
- Selvaggio west (The Wild Wild West) – serie TV, episodio 2x16 (1967)
- Bonanza – serie TV, episodio 8x22 (1967)
- Ai confini dell'Arizona (The High Chaparral) – serie TV, 97 episodi (1967-1971)
- Missione impossibile (Mission: Impossible) – serie TV, un episodio (1971)
- Mistero in galleria (Night Gallery) – serie TV, episodio 2x12a (1971)
- Bearcats! – serie TV, 2 episodi (1971)
- Hawaii Squadra Cinque Zero (Hawaii Five-O) – serie TV, 3 episodi (1971-1977)
- Mod Squad, i ragazzi di Greer (The Mod Squad) – serie TV, un episodio (1972)
- Kung Fu – serie TV, un episodio (1973)
- Kojak – serie TV, episodio 1x17 (1974)
- Harry O – serie TV, 14 episodi (1974-1975)
- L'uomo invisibile (The Invisible Man) – serie TV, un episodio (1975)
- McMillan e signora (McMillan & Wife) – serie TV, un episodio (1975)
- Le strade di San Francisco (The Streets of san Francisco) – serie TV, un episodio (1976)
- Sara – serie TV, un episodio (1976)
- L'uomo da sei milioni di dollari (The Six Million Dollar Man) – serie TV, un episodio (1976)
- Quincy (Quincy, M.E.) – serie TV, 3 episodi (1976-1982)
- Halloween con la famiglia Addams (Halloween with the New Addams Family), regia di David Steinmetz – film TV (1977)
- Wonder Woman – serie TV, 2 episodi (1977)
- La donna bionica (The Bionic Woman) – serie TV, episodio 3x17 (1978)
- Colorado (Centennial) – miniserie TV, un episodio (1978)
- Una famiglia americana (The Waltons) – serie TV, un episodio (1979)
- Cuore e batticuore (Hart to Hart) – serie TV, 2 episodi (1979-1983)
- L'incredibile Hulk (The Incredible Hulk) – serie TV, un episodio (1981)
- Simon & Simon – serie TV, 2 episodi (1981-1988)
- Dynasty – serie TV, un episodio (1982)
- T.J. Hooker – serie TV, 3 episodi (1982-1986)
- I predatori dell'idolo d'oro (Tales of the Gold Monkey) – serie TV, un episodio (1983)
- Dallas – serie TV, 2 episodi (1983)
- Airwolf – serie TV, un episodio (1984)
- Magnum, P.I. – serie TV, un episodio (1985)
- Supercar (Knight Rider) – serie TV, un episodio (1986)
- Star Trek: The Next Generation – serie TV, episodio 1x25 (1988)
- Cuori senza età (The Golden Girls) – serie TV, un episodio (1988)
- Santa Barbara – soap opera, 93 puntate (1989-1992)
- Zorro – serie TV, 63 episodi (1990-1993)
- Time Trax – serie TV, 2 episodi (1993)
- Star Trek: Voyager - serie TV, episodi 2x26-3x01 (1995-1996)
- Babylon 5 – serie TV, un episodio (1997)
- Beautiful (The Bold and the Beautiful) – serie TV, 14 episodi (1998-2001)

## Doppiatori italiani
Nelle versioni in italiano delle opere in cui ha recitato, Henry Darrow è stato doppiato da:
- Sergio Di Giulio in Ai confini dell'Arizona (st. 1)
- Michele Kalamera in Ai confini dell'Arizona (st. 2-4)
- Franco Zucca in Halloween con la famiglia Addams
- Gianni Marzocchi in Top Secret (ep. 1x03)
- Carlo Alighiero in Top Secret (ep. 1x11)
- Mario Milita in Star Trek: The Next Generation
- Dante Biagioni in Santa Barbara
- Giulio Platone in Zorro
- Lucio Saccone ne L'inseguimento
- Agostino De Berti in Una gorilla da salvare
- Saverio Moriones in Resurrection Blvd.